# Quenemo
Quenemo és una població dels Estats Units a l'estat de Kansas. Segons el cens del 2000 tenia 468 habitants.

## Demografia
Segons el cens del 2000, Quenemo tenia 468 habitants, 169 habitatges, i 128 famílies. La densitat de població era de 430,2 habitants/km².
Dels 169 habitatges en un 42% hi vivien nens de menys de 18 anys, en un 56,8% hi vivien parelles casades, en un 16% dones solteres, i en un 23,7% no eren unitats familiars. En el 21,3% dels habitatges hi vivien persones soles el 5,3% de les quals corresponia a persones de 65 anys o més que vivien soles. El nombre mitjà de persones vivint en cada habitatge era de 2,77 i el nombre mitjà de persones que vivien en cada família era de 3,16.
Per edats la població es repartia de la següent manera: un 34% tenia menys de 18 anys, un 7,1% entre 18 i 24, un 29,7% entre 25 i 44, un 20,7% de 45 a 60 i un 8,5% 65 anys o més.
L'edat mediana era de 31 anys. Per cada 100 dones de 18 o més anys hi havia 103,3 homes.
La renda mediana per habitatge era de 25.000 $ i la renda mediana per família de 28.854 $. Els homes tenien una renda mediana de 27.019 $ mentre que les dones 14.375 $. La renda per capita de la població era de 9.943 $. Entorn del 19,4% de les famílies i el 24% de la població estaven per davall del llindar de pobresa.

## Poblacions més properes
El següent diagrama mostra les poblacions més properes.